# California Pines (Kalifornija)
California Pines je naseljeno područje za statističke svrhe u američkoj saveznoj državi Kalifornija. Prema popisu stanovništva iz 2010. u njemu je živjelo 520 stanovnika.